# 钱熙祚
錢熙祚（？—1844年），字錫之，一字雪枝，江蘇金山（今屬上海市）人。
先祖從浙江遷至奉賢，又遷至金山錢圩，祖輩自乾隆年間開始刻書。父钱树芝、伯钱树立皆有書籍出版，“在中國出版史上占有重要地位”。有弟錢熙輔。錢熙祚生平好收藏古今秘笈。道光十七年（1837年）建宗祠堂，堂後建“守山閣”藏書，又聘名士顧觀光、李長齡、張文虎、錢熙泰等人在藏書樓中抄書，每日校書80餘種，共抄書400餘卷。輯有《守山閣叢書》，又將《守山閣叢書》未收的《墨海金壺》凡28種輯成《珠叢別錄》82卷。道光二十四年（1844年），敘選通判，抵京師時，染疾，卒於寓齋。